# Melanochromis
Melanochromis is een geslacht van straalvinnige vissen uit de familie van de cichliden (Cichlidae).

## Soorten
- Melanochromis auratus (Boulenger, 1897)
- Melanochromis baliodigma Bowers & Stauffer, 1997
- Melanochromis benetos Bowers & Stauffer, 1997
- Melanochromis brevis Trewavas, 1935
- Melanochromis chipokae Johnson, 1975
- Melanochromis cyaneorhabdos Bowers & Stauffer, 1997
- Melanochromis dialeptos Bowers & Stauffer, 1997
- Melanochromis elastodema Bowers & Stauffer, 1997
- Melanochromis heterochromis Bowers & Stauffer, 1993
- Melanochromis interruptus Johnson, 1975
- Melanochromis joanjohnsonae (Johnson, 1974)
- Melanochromis johannii (Eccles, 1973)
- Melanochromis kaskazini Konings-Dudin, Konings & Stauffer, 2009
- Melanochromis lepidiadaptes Bowers & Stauffer, 1997
- Melanochromis loriae Johnson, 1975
- Melanochromis melanopterus Trewavas, 1935
- Melanochromis mossambiquensis Konings-Dudin, Konings & Stauffer, 2009
- Melanochromis mpoto Konings & Stauffer, 2012.
- Melanochromis parallelus Burgess & Axelrod, 1976
- Melanochromis perileucos Bowers & Stauffer, 1997
- Melanochromis robustus Johnson, 1985
- Melanochromis simulans Eccles, 1973
- Melanochromis vermivorus Trewavas, 1935
- Melanochromis wochepa Konings-Dudin, Konings & Stauffer, 2009
- Melanochromis xanthodigma Bowers & Stauffer, 1997